# Pik Botha
Roelof Frederik (Pik) Botha (Rustenburg (Transvaal), 27 april 1932 - Pretoria, 12 oktober 2018) was een Zuid-Afrikaans politicus van de Nasionale Party. Ten tijde van de apartheid diende hij onder meer als diplomaat, parlementslid in de Volksraad en tussen 1977 en 1994 als minister van Buitenlandse Zaken in de Zuid-Afrikaanse regering. In vergelijking met andere Afrikaners en zijn Nasionale Party werd hij gezien als liberaal.
Zijn bijnaam 'Pik' kwam van het Afrikaanse woord pikkewyn of pinguïn.

## Loopbaan

### Diplomaat
Botha begon zijn carrière in de buitenlandse dienst van Zuid-Afrika in 1953. Hij diende in Zweden en West-Duitsland. Van 1963 tot 1966 verdedigde hij Zuid-Afrika bij het Internationaal Gerechtshof in Den Haag tijdens de zaak 'Ethiopië en Liberia tegen Zuid-Afrika'. Deze zaak ging over de bezetting van Zuidwest-Afrika (Namibië) door Zuid-Afrikaanse troepen.
In 1966 werd Botha justitieel adviseur op het Zuid-Afrikaanse ministerie van Buitenlandse Zaken. In die functie leidde hij de Zuid-Afrikaanse delegatie voor de Verenigde Naties van 1966 tot 1974. Gedurende die tijd werd hij benoemd tot ambassadeur bij de Verenigde Naties, maar een maand nadien werd het lidmaatschap van Zuid-Afrika opgeschort.

### Politicus
In 1970 begon de politieke carrière van Pik Botha. Bij de Zuid-Afrikaanse parlementsverkiezingen van dat jaar veroverde hij een zetel in de Volksraad voor de Nasionale Party. In 1975 werd hij benoemd tot ambassadeur in de Verenigde Staten. Hij was toen ook al ambassadeur bij de VN. In 1977 werd Botha benoemd tot minister van Buitenlandse Zaken in de Zuid-Afrikaanse regering, een functie die hij zeventien jaar zou bekleden. Hij diende als zodanig in de regering van B.J. Vorster (1977–1978), de kabinetten-P.W. Botha (1978–1989) en het kabinet-De Klerk (1989–1994).
In 1978 deed hij een gooi naar het premierschap van Zuid-Afrika. Dit deed hij echter als stroman, zodat Pieter Willem Botha (geen familiebanden) zeker zou winnen.
In 1985 schreef hij een toespraak waarin de vrijlating van Nelson Mandela werd aangekondigd. Deze toespraak werd door toenmalig president P.W. Botha afgekeurd. Een jaar later verkondigde hij dat het mogelijk was dat er ooit een zwarte president aan de macht zou komen in Zuid-Afrika. Als dat het geval zou zijn, zouden minderheidsrechten echter wel gegarandeerd moeten worden. Hij werd vrij snel teruggefloten door P.W. Botha en moest openbaar mededelen dat zijn mening niet de mening van de regering was.
Op 21 december 1988 was er een vlucht geboekt voor de Zuid-Afrikaanse delegatie van de besprekingen over de onafhankelijkheid van Namibië in Pan Am Vlucht 103. Kort voor het opstijgen werden deze boekingen echter geannuleerd. Niet veel later stortte dit vliegtuig neer bij Lockerbie, wat aanleiding gaf tot samenzweringstheorieën.
Na het einde van de apartheid werd Botha in 1994 minister van Mijnbouw en Energie in het kabinet-Mandela, onder leiding van de eerste zwarte president Nelson Mandela. Deze regering van nationale eenheid betrof een samenwerking tussen de Nasionale Party van Frederik Willem de Klerk, het Afrikaans Nationaal Congres (ANC) van Mandela en de Inkatha Vrijheidspartij (IFP) van Mangosuthu Buthelezi. Toen de Nasionale Party zich in 1996 uit het kabinet terugtrok, verliet Botha de politiek.
In 2000 werd hij lid van het ANC en sprak hij zijn steun uit voor Thabo Mbeki.

### Persoonlijk
Pik Botha was tussen 1953 en 1996 gehuwd met Helena Bosman, met wie hij vier kinderen kreeg. Twee jaar na het overlijden van Bosman trouwde hij in 1998 met journaliste Ina Joubert. Pik Botha overleed in 2018 op 86-jarige leeftijd.
- Gemeinsame Normdatei: 1015762794
- International Standard Name Identifier: 0000 0000 6332 0176
- Library of Congress Control Number: n79108861
- National Archives and Records Administration: 10581721
- Nederlandse Thesaurus van Auteursnamen: 343688352
- SNAC: w6bm7g3x
- Virtual International Authority File: 67746593
- WorldCat: E39PBJjCR3Xk8cjVHJfTCJyrv3